# Provincia de Nueva Irlanda

Distritos de la provincia de Nueva Irlanda.

La provincia de Nueva Irlanda, antiguamente llamada Nueva Mecklemburgo (en alemán: Neu-Mecklenburg), es la provincia más nororiental de Papúa Nueva Guinea. Su capital es Kavieng.

## Geografía
La provincia se encuentra dentro de la Región de las Islas, posee una extensión de 9.600 km² y está formada por cientos de islas entre las que destaca Nueva Irlanda con 8.650 km², otras islas importantes son Nueva Hanover, islas San Matías (Mussau, Emirau), islas Tabar (Tabar, Tatau, Simberi), islas Tanga (Malendok, Boang), islas Feni (Ambitle, Babase), Djaul, Lihir y Anir.

## Historia
Se conocen al menos tres oleadas migratorias a Nueva Irlanda a lo largo de la historia. La presencia más antigua de la que se tiene constancia data de hace 3.300 años cuando la cultura Lapita se desarrolló en las islas y posteriormente se expandió a toda la Oceanía.
Probablemente las islas tuvieron contactos con China y el sudeste asiático antes de la llegada de los europeos aunque no se ha encontrado prueba de ello.
Los holandeses fueron los primeros exploradores europeos en llegar a Nueva Irlanda en 1616, que creyeron parte de la isla de Nueva Bretaña. Fue el explorador británico Philip Carteter el que determinó que la isla estaba separada de Nueva Bretaña, y la bautizó con el nombre de Nova Hibernia.
Entre los años setenta y ochenta del siglo XIX Marquis de Rays llevó a cabo cuatro expediciones colonizadoras a Nueva Irlanda, fundó para esta empresa la colonia llamada La Nouvelle France. Estos intentos resultaron un fracaso muriendo durante la tercera expedición 123 personas.
Los misioneros comenzaron a llegar en 1877 y en menos de una década Nueva Irlanda fue colonizada por Alemania (1886) con el nombre de Neu-Mecklenburg como parte del reparto de Nueva Guinea que otorgó a Alemania la parte norte de la actual Papúa Nueva Guinea.
El traslado forzoso de población local hacia las plantaciones del norte de Australia y otras islas del Pacífico fue una realidad hasta finales del siglo XIX.
Australia tomó el control de la zona en 1914, a comienzos de la Primera Guerra Mundial, renombrando a la isla New Ireland, que se convirtió en parte del mandato de Nueva Guinea que la Sociedad de Naciones estableció en 1921 bajo la administración australiana.
Durante la Segunda Guerra Mundial Nueva Irlanda estuvo ocupada por el ejército japonés entre enero de 1941 y 1945.
La administración colonial australiana se mantuvo hasta la declaración de independencia de Papúa Nueva Guinea en septiembre de 1975.

## Demografía
La población de la provincia de Nueva Irlanda es, según el censo de 2000, de 118.350 habitantes, la mayoría de los cuales viven en pequeños núcleos rurales. La ciudad más poblada y capital de la provincia es Kavieng con 10.600 habitantes, está localizada en el norte de la isla de Nueva Irlanda, a mitad de esta se asienta Namatanai que con 1.300 habitantes es la segunda población de la provincia. La carretera Boluminski que une estas dos poblaciones es la principal vía de comunicación de la isla.
En Nueva Irlanda se hablan alrededor de veinte idiomas, y el número de dialectos y subdialectos ronda los 45. Todos ellos pertenecen al grupo de lenguas de Nueva Irlanda que se engloba dentro del grupo de lenguas austronesias menos el kuot que se cataloga como una lengua aislada.